# Zygodon ochraceus
Zygodon ochraceus är en bladmossart som beskrevs av C. Müller 1879. Zygodon ochraceus ingår i släktet ärgmossor, och familjen Orthotrichaceae. Inga underarter finns listade i Catalogue of Life.